# Рух транспорту по мосту Лідс
«Рух транспорту по мосту Лідс» (англ. Traffic Crossing Leeds Bridge, 1888) —  англійський короткометражний фільм Луї Лепренса, другий плівковий фільм в історії кінематографу.

## Сюжет
Фільм показує рух транспорту по мосту Лідс.

## Художні особливості
- Фільм зберігається в Національному медіа музею має 65 кадрів (час 2.76 секунди на 23.50 кадр/с), але оригінальний фільм був на 20 кадрів коротше.

## Цікаві факти
- Місце, з якого знімав Лепренс[1][2], має такі координати — 53°47′37.70″ пн. ш. 1°32′29.18″ зх. д. / 53.7938056° пн. ш. 1.5414389° зх. д..[3].